# خلیلی (گراش)
خلیلی روستایی است که در دهستان خلیلی در بخش مرکزی شهرستان گراش در جنوب استان فارس در ایران واقع شده‌است. این روستا مرکز دهستان خلیلی می‌باشد.

## موقعیت جغرافیایی
از نظر موقعیت جغرافیایی در غربی ترین نقطه شهرستان گراش واقع شده است به طوری که دو کیلومتر بعد از دهستان خلیلی به سمت جنوب،محدوده شهرستان لامرد قرار دارد. دهستان خلیلی در دامنه کوهی موسوم به کوه تنگخور قرار گرفته است که از طرف شمال به شهرستان خنج ، از طرف جنوب وغرب به شهرستان لامرد و ازطرف شرق به فداغ و شهرستان گراش منتهی میباشد.

### جغرافیا
روستای خلیلی از توابع شهرستان گراش واقع در جنوب استان فارس، یکی از روستاهای بزرگ این شهرستان است. البته تا دهه ۷۰ با استناد به فارسنامه ناصری خلیلی از توابع بیخ علامرودشت بوده است.

## اقلیم

### پوشش گیاهی
پوشش گیاهی خلیلی شامل کنار ،بادام کوهی،بن،گز ، کهور و گیاهان دارویی همچون آویشن، مورتهل،سرورده و... میباشد.خلیلی به دلیل مراتع و صحرا های وسیع مثل پشت پری ،گزکریمی و خارس زمستان و بهاری بسیار زیبا و سرسبز وچشم نواز دارد. 

### گونه جانوری
از نظر گونه جانوری حیواناتی مثل بز و کل کوهی ،گرگ،روباه،شغال ،کفتار و پرندگانی همچون تیهو،کبک،قمری، دراج، کبوتر ودر فصل زمستان پرندگان مهاجری مثل درنا وآهوبره را شامل میشود.

## جمعیت
طبق سرشماری سال ۱۳۹۵، جمعیت آن ۱۵۸۲ نفر، در ۴۶۱ خانوار بود.

## پیشینه

### قدمت
خلیلی قدمتی سیصد ساله دارد که البته قبل از ان در شش کیلومتری غرب خلیلی در مکانی به نام "پشت پری"قرار داشته که به دلایل نا معلوم که به احتمال قوی زلزله بوده به طور کلی خراب شده و از سیصد سال قبل به محل کنونی خلیلی نقل مکان میکنند.

## آثارتاریخی و جاذبه‌های طبیعی

### آب انبار
روستای خلیلی دارای ۳ آب‌انبار روی کوهی به نام پس کلات می باشد. که در آن کوه سد قدیمی ساروجی نیز می‌باشد که دیواره‌های آن باقی مانده است.

### قبرستان
قبرستان گبری‌ها در این روستا یکی از آثار تاریخی پیش از اسلام می‌باشد. 

### خندق
خندقی قدیمی در روستای خلیلی وجود داشته که متأسفانه امروزه پر شده است و روی آن زمین کشاورزی قرار دارد.

### قلعه شریفی
قلعه شریفی بر فراز کوهی در غرب خلیلی قلعه‌ای مستحکم که به احتمال قوی قلعه نگهبانی از شهر ماخرذ بوده است.

### قلعه پس کلات
سد و قلعه "پس کلات"واقع در شمال خلیلی در بالای قله‌ای مرتفع و مشرف بر شهر ماخرذ قرار گرفته است و همانطور که از تاسیسات و تجهیزات آن پیداست قلعه‌ای بسیار مهم و حکومتی بوده است. مساحت این قلعه حدود پنج هزار متر مربع میباشد که بسیار دیدنی است.

### قلعه قائد بهزاد
قلعه‌ای دیگر نیز با قدمتی حدود دویست ساله واقع در مرکز خلیلی که مربوط به دوران کدخدایی و ملوک الطوایفی موسوم به قلعه قائد بهزاد که بر اثر بارندگی و زلزله‌های اخیر نیمه ویران شده است. 

### تنگخور
مکان دیدنی و تفریحی دیگری به نام تنگخور با چشمه های متعدد و وجود دو سد بتنی که با همکاری اهالی ساخته شده است منظره بسیار زیبا و طبیعتی دیدنی در دل کوه ساخته شده است که چشم هر بیننده‌ای را خیره و مجذوب خود می‌کند و در همه فصول پذیرای مسافران و گردشگران می‌باشد.

### ماخرد
از مکان‌های دیدنی و باستانی خلیلی قلعه و شهر "ماخرد" است که شهر ماخرد شهری بسیار بزرگ بوده(حدود ۳۰ کیلومتر مربع) که آثار و ویرانه‌های آن تاکنون باقی مانده است.

## اقتصاد

### شغل
شغل و کسب وکار اهالی دامداری و عده محدود کشاورزی و بخشی از اهالی همچون اکثر مردم جنوب استان جهت امرار معاش به کشور های حوزه خلیج فارس روی آورده اند و بقیه نیز متفرقه از قبیل کار در شرکت های پارس جنوبی و عده اندک هم شغل اداری از قبیل معلمی و... دارند.

## فرهنگ

### زبان وگویش
زبان و گویش مردمان خلیلی بر خلاف تمامی شهرستان گراش و توابع آن که اچمی میباشد فارسی نزدیک به لری است. 

### دین ومذهب
مردم روستا دارای دین اسلام و مذهب تشیع دوازده امامی میباشند.

## خدمات و تاسیسات زیربنایی
روستای خلیلی دارای شورای اسلامی و ۴ مرکز آموزشی است. یک دبستان ابتدایی به نام مهدیه، دبستان ابتدایی دیگری به نام ۲۲ بهمن و دو مدرسهٔ راهنمایی به نامهای شهدا و تربیت.

### آب
آب چاههای خلیلی نیمهشیرین و محصولاتش غلات و خرما است.آب لولهکشی روستا از عمادده به آنجا کشیده شده و آبی تقریباً نیمهشیرین است. خلیلی با بهرهمندی از تصفیهخانهای مجهز، یکی از روستاهای دارای امکانات نسبتاً خوب در جنوب فارس است.

### گاز
میدان گازی هما و شانول در نزدیکی این روستا قرار دارد و در نزدیکی کوه تنگ خور به عنوان منطقه گردشگری و حفاظت شده واقع شده هست.

## صنایع دستی
صنایع دستی دهستان خلیلی شامل بافندگی ،تَلی بافی(نوعی بند رنگین با اشکال مختلف جهت لباس محلی زنان)و وسایلی مانند حصیر بافی،چاکون(جای نان)،جامیوه ای و شکلات خوری که از برگ درخت نخل ساخته می شود.

## زلزله خلیلی
زلزله ای با بزرگای 7.4در مقیاس MW با ژرفای 10 کیلومتری در دهستان
خلیلی در باختری شهرستان گراش رخ داد که تلفات جانی در بر نداشت اما چند نفر دچار شکستگی دست
و پا و چندین نفر دچار مصدومیت جزئی شدند و از لحاظ مالی، به ساختمان های گلی و خانه های قدیمی
و آجری و غیر مهندسی خسارات های متوسط تا زیاد وارد شد. لازم به ذکر است زلزله های رخداده در
این منطقه توسط مراکز مختلف لرزه نگاری به نام های زلزله ی بیرم، خنج و محمله به ثبت رسیده است. زلزله
ی دهستان خلیلی دارای پیش لرزه های زیادی بود که بیشترین آنها4.7و 5.1 ریشتری بوده است و
همچنین پس لرزه های زیادی داشته که بزرگترین آن تا تاریخ 25 خرداد 5.1
ریشتر است.